# Jasmine Choi
Pour les articles homonymes, voir Choi.
Jasmine Choi (en coréen : 최나경 ; RR : Choi Na-kyung ; née en 1983 à Séoul) est une flûtiste sud-coréenne qui a terminé sa formation musicale aux États-Unis et vit en Autriche.

## Carrière
Jasmine Choi suit d'abord des cours de violon et de piano avant de passer à la flûte à l'âge de neuf ans. Elle déménage aux États-Unis à seize ans et étudie à l'Institut de musique Curtis avec Julius Baker (en) et Jeffrey Khaner (en) jusqu'au baccalauréat. Après cela, elle obtient une maîtrise de la Juilliard School of Music.
En 2006, Choi devient flûte solo adjointe avec l'orchestre symphonique de Cincinnati dirigé par Paavo Järvi. De plus, elle joue entre autres avec l'orchestre de Philadelphie, l'orchestre philharmonique de Saint-Pétersbourg, l'orchestre philharmonique tchèque et l'orchestre philharmonique de Séoul et interprète des concertos de François Devienne, Joseph Haydn, Jacques Ibert, André Jolivet, Rolf Liebermann, Saverio Mercadante, Wolfgang Amadeus Mozart, Carl Nielsen, Carl Reinecke, Antonio Vivaldi, Heitor Villa-Lobos et autres. Son répertoire comprend également des œuvres de compositeurs coréens contemporains tels qu'Isang Yun.
En tant que musicienne de chambre, Jasmine Choi participe entre autres au Pacific Music Festival, au Sarasota Music Festival et au Carnegie Hall Professional Workshop dirigé par Michael Tilson Thomas. En 2012, elle devient flûtiste solo de l'orchestre symphonique de Vienne, mais son contrat n'est pas renouvelé en 2013. Sur trois CD solo, Choi a notamment enregistré des concertos pour flûte de Mozart, concertos pour violon de Jean-Sébastien Bach transcrits pour flûte et la suite pour flûte et trio jazz de Claude Bolling.[réf. nécessaire]
Après sa carrière de flûte avec l'orchestre symphonique de Cincinnati, elle signe un contrat d'essai d'un an en tant que flûte solo avec le Wiener Symphoniker en 2012, devançant 245 autres candidats. À la fin de la période contractuelle, l'orchestre se prononce contre la prolongation du contrat, sans préciser ses motivations. Jasmine Choi quant à elle met en avant son sexe, ses origines asiatiques et son manque de lien avec la ville de Vienne comme raisons de cette décision.
Quatre de ses sept CD ont été publiés par Sony Classical : d'abord les concertos pour flûte de Mozart, puis des œuvres pour flûte virtuose intitulées Fantasy. Elle a également enregistré les quatuors pour flûte de Mozart avec des membres du Wiener Symphoniker et a sorti son CD solo The Telemann Files grâce à une campagne de financement participatif.[réf. nécessaire]

## Honneurs
- 2004 : Lauréate du Yamaha Young Performing Artists[3]
- 2015 : Nommée parmi les dix plus grandes flûtistes de l'histoire par le magazine Sinfini Music (en)[réf. nécessaire]